# Rusia la Jocurile Olimpice de vară din 2016
Rusia a participat la Jocurile Olimpice de vară din 2016 de la Rio de Janeiro în perioada 5 – 21 august 2016, cu o delegație de 271 de sportivi care a concurat la 26 de sporturi.
În urma raportului McLaren despre sistemul de dopaj organizat în Rusia, Comitetul Olimpic Internațional s-a reunit de urgență în luna iulie 2016 pentru a examina excluderea sportivilor ruși de la Jocurile Olimpice de la Rio de Janeiro. S-a pronunțat împotriva unei interdicții generale, fiecare federația internațională urmând să ia o decizie în domeniul său de activitate. În cele din urmă, 271 de sportivi ruși au fost autorizați să participe. Federația rusă de atletism (ARAF) fusese suspendată deja din noiembrie 2015 de Asociația Internațională a Federațiilor de Atletism (IAAF).

## Medaliați

### Medaliați
| Medalie | Nume | Sport              | Probă                                | Dată      |
| ------- | --- | ------------------ | ------------------------------------ | --------- |
| Aur     | Beslan Mudranov | Judo               | 60 kg masculin                       | 6 august  |
| Aur     | Iana Egorian | Scrimă             | Sabie feminin                        | 8 august  |
| Aur     | Hasan Halmurzaev | Judo               | 81 kg masculin                       | 9 august  |
| Aur     | Inna Deriglazova | Scrimă             | Floretă feminin                      | 10 august |
| Aur     | Artur Ahmathuzin Aleksei Ceremisinov Timur Safin | Scrimă             | Floretă masculin pe echipe           | 12 august |
| Aur     | Ekaterina Diacenko Iulia Gavrilova Iana Egorian Sofia Velikaia | Scrimă             | Sabie feminin pe echipe              | 13 august |
| Aur     | Ekaterina Makarova Elena Vesnina | Tenis              | Dublu feminin                        | 14 august |
| Aur     | Aliia Mustafina | Gimnastică         | Paralele                             | 14 august |
| Aur     | Roman Vlasov | Lupte              | Greco-roman 75 kg masculin           | 14 august |
| Aur     | Davit Chakvetadze | Lupte              | Greco-roman 85 kg                    | 15 august |
| Aur     | Evgeni Tișcenko | Box                | 91 kg masculin                       | 15 august |
| Aur     | Natalia Ișcenko Svetlana Romașina | Înot sincron       | Perechi                              | 16 august |
| Aur     | Vlada Chigireva Natalia Ișcenko Svetlana Kolesnicenko Aleksandra Pațkevici Elena Prokofieva Svetlana Romașina Alla Șișkina Gelena Topilina Maria Șurocikina                                                                                                 | Înot sincron       | Echipe                               | 19 august |
| Aur     | Echipa Anna Sedoikina Polina Kuznețova Daria Dmitrieva Anna Sen Olga Akopian Anna Viahireva Marina Sudakova Vladlena Bobrovnikova Viktorija Žilinskaitė Ekaterina Marennikova Irina Bliznova Ekaterina Ilina Maia Petrova Tatiana Erohina Victoria Kalinina | Handbal            | Feminin                              | 20 august |
| Aur     | Abdulrașid Sadulaev | Lupte              | Libere 86 kg masculin                | 20 august |
| Aur     | Margarita Mamun | Gimnastică ritmică | Individual compus feminin            | 20 august |
| Aur     | Aleksander Lesun | Pentatlon modern   | Masculin                             | 20 august |
| Aur     | Vera Biriukova Anastasia Blizniuk Anastasia Maksimova Anastasiia Tatareva Maria Tolkaceva | Gimnastică ritmică | Echipe                               | 21 august |
| Aur     | Soslan Ramonov | Lupte              | Libere masculin 65 kg                | 21 august |
| Argint  | Vitalina Bațarașkina | Tir                | Pistol cu aer comprimat 10 m feminin | 7 august  |
| Argint  | Tuiana Dașidorjieva Ksenia Perova Inna Stepanova | Tir cu arcul       | Echipe feminin                       | 7 august  |
| Argint  | Sofia Velikaia | Scrimă             | Sabie feminin                        | 8 august  |
| Argint  | Denis Ableazin David Beliavski Nikolai Kuksenkov Nikita Nagornîi Ivan Stretovici | Gimnastică         | Echipe masculin                      | 8 august  |
| Argint  | Iulia Efimova | Natație            | 100 m bras                           | 8 august  |
| Argint  | Angelina Melnikova Aliia Mustafina Maria Paseka Daria Spiridonova Seda Tuthalian | Gimnastică         | Echipe feminin                       | 9 august  |
| Argint  | Olga Zabelinskaia | Ciclism            | Contratimp individual feminin        | 10 august |
| Argint  | Iulia Efimova | Natație            | 200 m bras                           | 11 august |
| Argint  | Daria Șmeleva Anastasia Voinova | Ciclism            | Sprint feminin pe echipe             | 12 august |
| Argint  | Serghei Kamenski | Tir                | Pușcă trei poziții 50 m              | 14 august |
| Argint  | Maria Paseka | Gimnastică         | Sărituri feminin                     | 14 august |
| Argint  | Denis Ableazin | Gimnastică         | Sărituri masculin                    | 15 august |
| Argint  | Valeria Koblova | Lupte              | Libere 58 kg feminin                 | 17 august |
| Argint  | Natalia Vorobiova | Lupte              | Libere 69 kg feminin                 | 17 august |
| Argint  | Aleksei Denisenko | Taekwondo          | Masculin 68 kg                       | 18 august |
| Argint  | Aniuar Geduev | Lupte              | Libere masculin 74 kg                | 19 august |
| Argint  | Iana Kudriavțeva | Gimnastică ritmică | Individual compus                    | 20 august |
| Argint  | Mihail Aloian | Box                | 52 kg masculin                       | 21 august |
| Bronz   | Natalia Kuziutina | Judo               | Feminin 52 kg                        | 7 august  |
| Bronz   | Timur Safin | Scrimă             | Floretă masculin                     | 7 august  |
| Bronz   | Vladimir Maslennikov | Tir                | Pușcă cu aer comprimat 10 m          | 8 august  |
| Bronz   | Anton Ciupkov | Natație            | 200 m bras masculin                  | 10 august |
| Bronz   | Olga Kocineva Violetta Kolobova Tatiana Logunova Liubov Șutova | Scrimă             | Spadă feminin                        | 11 august |
| Bronz   | Aliia Mustafina | Gimnastică         | Individual compus feminin            | 11 august |
| Bronz   | Evgeni Rîlov | Natație            | 200 m spate masculin                 | 11 august |
| Bronz   | Kirill Grigoriian | Tir                | Pușcă culcat 50 m                    | 12 august |
| Bronz   | Stefania Elfutina | Navigație          | RS:X feminin                         | 14 august |
| Bronz   | Denis Dmitriev | Ciclism            | Sprint masculin individual           | 14 august |
| Bronz   | Denis Ableazin | Gimnastică         | Inele                                | 15 august |
| Bronz   | Serghei Semenov | Lupte              | Greco-romane masculin 130 kg         | 15 august |
| Bronz   | Roman Anoșkin | Caiac canoe        | K-1 1000 m masculin                  | 16 august |
| Bronz   | David Beleavski | Gimnastică         | Paralele                             | 16 august |
| Bronz   | Anastasia Beleakova | Box                | 60 kg feminin                        | 17 august |
| Bronz   | Vladimir Nikitin | Box                | 56 kg masculin                       | 18 august |
| Bronz   | Ekaterina Bukina | Lupte              | Libere feminin 75 kg                 | 18 august |
| Bronz   | Echipa Anna Ustiuhina Maria Borisova Ekaterina Prokofieva Elvina Karimova Nadejda Fedotova Olga Belova Ekaterina Lisunova Anastasia Simanovici Anna Timofeeva Evgenia Soboleva Evgenia Ivanova Anna Grineva Anna Karnauh                                    | Polo pe apă        | Echipe feminin                       | 19 august |
| Bronz   | Vitali Dunaițev | Box                | Masculin 64 kg                       | 19 august |

### Medalii după sport
| Sport            | Aur | Argint | Bronz | Total |
| Lupte            | 4   | 3      | 2     | 9     |
| Scrimă           | 4   | 1      | 2     | 7     |
| Gimnastică       | 3   | 5      | 3     | 11    |
| Judo             | 2   | 0      | 1     | 3     |
| Înot sincron     | 2   | 0      | 0     | 2     |
| Box              | 1   | 1      | 3     | 5     |
| Handbal          | 1   | 0      | 0     | 1     |
| Pentatlon modern | 1   | 0      | 0     | 1     |
| Tenis            | 1   | 0      | 0     | 1     |
| Tir              | 0   | 2      | 2     | 4     |
| Natație          | 0   | 2      | 2     | 4     |
| Ciclism          | 0   | 2      | 1     | 3     |
| Tir cu arcul     | 0   | 1      | 0     | 1     |
| Taekwondo        | 0   | 1      | 0     | 1     |
| Caiac canoe      | 0   | 0      | 1     | 1     |
| Navigație        | 0   | 0      | 1     | 1     |
| Polo pe apă      | 0   | 0      | 1     | 1     |
| Total            | 19  | 18     | 19    | 56    |

## Natație
| Sportiv                                                                  | Probă         | Calificări | Calificări | Semifinale   | Semifinale   | Finală        | Finală        |
| Sportiv                                                                  | Probă         | Timp       | Loc        | Timp         | Loc          | Timp          | Loc           |
| ------------------------------------------------------------------------ | ------------- | ---------- | ---------- | ------------ | ------------ | ------------- | ------------- |
| Natalia Lovtsova                                                         | 100 m fluture | 59,19      | 25         | Nu a avansat | Nu a avansat | Nu a avansat  | Nu a avansat  |
| Svetlana Chimrova                                                        | 100 m fluture | 58,41      | 19         | Nu a avansat | Nu a avansat | Nu a avansat  | Nu a avansat  |
| Veronika Popova Viktoria Andreeva Rozaliya Nasretdinova Natalia Lovtsova | 4×100 m liber | 3:37,68    | 10         | N/A          | N/A          | Nu au avansat | Nu au avansat |
| Anastasia Fesikova                                                       | 100 m spate   | 1:00,04    | 10 C       | 59,68        | 9            | Nu a avansat  | Nu a avansat  |
| Daria Ustinova                                                           | 100 m spate   | 1:01,45    | 23         | Nu a avansat | Nu a avansat | Nu a avansat  | Nu a avansat  |

| Sportiv               | Probă            | Calificări | Calificări | Semifinale   | Semifinale   | Finală       | Finală       |
| Sportiv               | Probă            | Timp       | Loc        | Timp         | Loc          | Timp         | Loc          |
| --------------------- | ---------------- | ---------- | ---------- | ------------ | ------------ | ------------ | ------------ |
| Aleksandr Krasnykh    | 400 m stil liber | 3:47.39    | 15         | N/A          | N/A          | Nu a avansat | Nu a avansat |
| Vyacheslav Andrusenko | 400 m stil liber | 3:50.23    | 30         | N/A          | N/A          | Nu a avansat | Nu a avansat |
| Vsevolod Zanko        | 100 m bras       | 59,91      | 13 C       | 1:00,39      | 14           | Nu a avansat | Nu a avansat |
| Kirill Prigoda        | 100 m bras       | 1:00,37    | 20         | Nu a avansat | Nu a avansat | Nu a avansat | Nu a avansat |

## Scrimă
Masculin
| Sportiv                                             | Probă           | Primul tur    | Al doilea tur                | Al treilea tur         | Sfert de finală                | Semifinală                                  | Finala mică/Finala mare                      | Finala mică/Finala mare |
| Sportiv                                             | Probă           | Adversar Scor | Adversar Scor                | Adversar Scor          | Adversar Scor                  | Adversar Scor                               | Adversar Scor                                | Loc                     |
| --------------------------------------------------- | --------------- | ------------- | ---------------------------- | ---------------------- | ------------------------------ | ------------------------------------------- | -------------------------------------------- | ----------------------- |
| Vadim Anohin                                        | Spadă           | PAS           | Brinck-Croteau (CAN) C 15–14 | Heinzer (SUI) P 7–15   | Nu a avansat                   | Nu a avansat                                | Nu a avansat                                 | Nu a avansat            |
| Anton Avdeev                                        | Spadă           | PAS           | Verwijlen (NED) C 15–9       | Minobe (JPN) P 12–15   | Nu a avansat                   | Nu a avansat                                | Nu a avansat                                 | Nu a avansat            |
| Pavel Sukhov                                        | Spadă           | PAS           | Park S-y (KOR) P 11–15       | Nu a avansat           | Nu a avansat                   | Nu a avansat                                | Nu a avansat                                 | Nu a avansat            |
| Vadim Anohin Anton Avdeev Serghei Hodos Pavel Suhov | Spadă pe echipe | N/A           | N/A                          | PAS                    | Ucraina (UKR) · P 32–45        | Semifinală de 5–8 · Elveția (SUI) · P 28–45 | Finală pt. loc 7 · Venezuela (VEN) · C 36–30 | 7                       |
| Artur Ahmathuzin                                    | Floretă         | PAS           | Chamley-Watson (USA) C 15–13 | Massialas (USA) P 9–15 | Nu a avansat                   | Nu a avansat                                | Nu a avansat                                 | Nu a avansat            |
| Aleksei Ceremisinov                                 | Floretă         | PAS           | Safin (RUS) P 10–15          | Nu a avansat           | Nu a avansat                   | Nu a avansat                                | Nu a avansat                                 | Nu a avansat            |
| Timur Safin                                         | Floretă         | PAS           | Ceremisinov (RUS) C 15–10    | Davis (GBR) C 15–13    | Chen (CHN) C 15–7              | Garozzo (ITA) P 8–15                        | Kruse (GBR) C 15–13                          | 3                       |
| Artur Ahmathuzin Aleksei Ceremisinov Timur Safin    | Team foil       | N/A           | N/A                          | N/A                    | Marea Britanie (GBR) · C 45–43 | Statele Unite ale Americii (USA) · C 45–41  | Franța (FRA) · C 45–41                       | 1                       |
| Nikolai Kovaliov                                    | Sabie           | N/A           | Decsi (HUN) C 15–10          | Montano (ITA) C 15–13  | Kim J-h (KOR) P 10–15          | Nu a avansat                                | Nu a avansat                                 | Nu a avansat            |
| Aleksei Iakimenko                                   | Sabie           | N/A           | Paskov (BUL) P 14–15         | Nu a avansat           | Nu a avansat                   | Nu a avansat                                | Nu a avansat                                 | Nu a avansat            |

Masculin
| Sportiv                                                        | Probă           | Primul tur    | Al doilea tur          | Al treilea tur          | Sfert de finală        | Semifinală                                 | Finala mică/Finala mare    | Finala mică/Finala mare |
| Sportiv                                                        | Probă           | Adversar Scor | Adversar Scor          | Adversar Scor           | Adversar Scor          | Adversar Scor                              | Adversar Scor              | Loc                     |
| -------------------------------------------------------------- | --------------- | ------------- | ---------------------- | ----------------------- | ---------------------- | ------------------------------------------ | -------------------------- | ----------------------- |
| Violetta Kolobova                                              | Spadă           | PAS           | Choi I-j (KOR) P 12–15 | Nu a avansat            | Nu a avansat           | Nu a avansat                               | Nu a avansat               | Nu a avansat            |
| Tatiana Logunova                                               | Spadă           | PAS           | Nakano (JPN) P 14–15   | Nu a avansat            | Nu a avansat           | Nu a avansat                               | Nu a avansat               | Nu a avansat            |
| Liubov Șutova                                                  | Spadă           | PAS           | Kong (HKG) P 10–15     | Nu a avansat            | Nu a avansat           | Nu a avansat                               | Nu a avansat               | Nu a avansat            |
| Violetta Kolobova Tatiana Logunova Liubov Șutova Olga Kocineva | Spadă pe echipe | N/A           | N/A                    | PAS                     | Franța (FRA) · C 44–41 | România (ROU) · P 31–45                    | Estonia (EST) · C 37–31    | 3                       |
| Inna Deriglazova                                               | Floretă         | PAS           | Bulcão (BRA) C 15–6    | Mohamed (HUN) C 15–6    | Guyart (FRA) C 15–6    | Șanaeva (RUS) C 15–3                       | Di Francisca (ITA) C 12–11 | 1                       |
| Aida Șanaeva                                                   | Floretă         | PAS           | Rochel (BRA) C 15–13   | Jeon H-s (KOR) C 15–11  | Thibus (FRA) C 15–13   | Deriglazova (RUS) P 3–15                   | Boubakri (TUN) P 11–15     | 4                       |
| Ekaterina Diacenko                                             | Sabie           | PAS           | Seo J-y (KOR) C 15–12  | Zagunis (USA) C 15–12   | Egorian (RUS) P 10–15  | Nu a avansat                               | Nu a avansat               | Nu a avansat            |
| Iana Egorian                                                   | Sabie           | PAS           | Arrayales (MEX) C 15–7 | Vougiouka (GRE) C 15–11 | Diacenko (RUS) C 15–10 | Harlan (UKR) C 15–9                        | Velikaia (RUS) C 15–14     | 1                       |
| Sofia Velikaia                                                 | Sabie           | PAS           | Jóźwiak (POL) C 15–5   | Lembach (FRA) C 15–14   | Berder (FRA) C 15–10   | Brunet (FRA) C 15–14                       | Egorian (RUS) P 14–15      | 2                       |
| Ekaterina Diacenko Iana Egorian Iulia Gavrilova Sofia Velikaia | Sabie pe echipe | N/A           | N/A                    | N/A                     | Mexic (MEX) · C 45–31  | Statele Unite ale Americii (USA) · C 45–42 | Ucraina (UKR) · C 45–30    | 1                       |